# Storfurstendömet Serbien
Storfurstendömet Serbien eller Rascien (serbiska: Великожупанска Србија, Velikožupanska Srbija) var en medeltida stat som skapades 1090, och upphörde med upphöjandet till kungarike 1217. Under Konstantin Bodins styre, utsågs Kungen av Duklja, Vukan att styra Rascien som vasall, och då Bodin tillfångatogs av bysantinerna, blev Vukan oberoende och antog titeln Storfurste. Då Bodin hade dött hade Rascien blivit den starkaste enheten, från vilken Serbien kom att styras, under Vukanović-ätten. 